# آرثر فوكس
آرثر فوكس (بالإنجليزية: Arthur Fox)‏ هو مبارز بالسيف أمريكي، ولد في 9 سبتمبر 1878 في Cowes ‏ في المملكة المتحدة، وتوفي في 17 أغسطس 1958 في لوس أنجلوس في الولايات المتحدة.

## وصلات خارجية
- آرثر فوكس على موقع أوليمبيديا (الإنجليزية)